# Georges Andrique
Georges Andrique, född 2 november 1874 i Calais, död 1964 i samma stad, var en fransk impressionistisk målare.
Hans huvudsakliga område var oljemålning men han arbetade även med akvareller. Han skapade ett antal affischer, inklusive annonser för staden Calais hamn. Han förblir relativt okänd, delvis på grund av att en betydande del av hans produktion blev förstört under en brand.
Han blev belönad med Hederslegionen 1962.